# Zygothrica lanceolata
Zygothrica lanceolata är en tvåvingeart som beskrevs av Burla 1956. Zygothrica lanceolata ingår i släktet Zygothrica och familjen daggflugor. Inga underarter finns listade i Catalogue of Life.